# Haska Akademia Prawa Międzynarodowego
Haska Akademia Prawa Międzynarodowego – ośrodek nauczania prawa międzynarodowego, który został założony w 1923 roku w Hadze (Holandia).
Co roku wykładają tam profesorowie na temat prawa – w języku angielskim i francuskim.